# Carrossel
Carrossel är en brasiliansk såpopera (från åren 2012-2013).

## Rollista
| Ator                      | Personagem            |
| ------------------------- | --------------------- |
| Rosanne Mulholland        | Helena Fernandes      |
| Larissa Manoela           | Maria Joaquina Medsen |
| Jean Paulo Campos         | Cirilo Rivera         |
| Maísa Silva               | Valéria Ferreira      |
| Nicholas Torres           | Jaime Palillo         |
| Lucas Santos              | Paulo Guerra          |
| Esther Marcos             | Margarida Garcia      |
| Guilherme Seta            | Davi Rabinovich       |
| Léo Belmonte              | Jorge Cavalieri       |
| Ana Victória Zimmermann   | Marcelina Guerra      |
| Aysha Benelli             | Laura Gianolli        |
| Gustavo Daneluz           | Mário Ayala           |
| Fernanda Concon           | Alícia Gusman         |
| Kiane Porfirio            | Clementina Soares     |
| Konstantino Atanassopulos | Adriano Ramos         |
| Matheus Ueta              | Kokimoto Mishima      |
| Stefany Vaz               | Carmen Carrilho       |
| Thomaz Costa              | Daniel Zapata         |
| Victória Diniz            | Bibi Smith            |
| Bruna Carvalho            | Nina                  |
| Julia Rodrigues           | Marisa                |
| Henrique Filgueiras       | Abelardo Cruz         |
| João Lucas Takaki         | Tom                   |
| Matheus Lustosa           | Eric                  |
| Thiago Rosseti            | Atílio                |
| Cinthia Cruz              | Fabiana               |
| Alessa Previdelli         | Larissa               |
| Pedro Henrique            | Lucas                 |
| Adauto Luiz               | Amendoim              |
| Gui Vieira                | Cotoco                |
| Mauricio Murray           | Biriba                |